# Shaka Hislop
Shaka Neil Hislop (ur. 22 lutego 1969 w Hackney na przedmieściach Londynu), piłkarz reprezentujący Trynidad i Tobago, grający na pozycji bramkarza.

## Kariera klubowa
Hislop zaczynał grać w piłkę w amerykańskim college’u Howard University. Doprowadził drużynę do finału NCAA, podczas gdy studiował w celu uzyskania dyplomu mechanika. Podczas studiów w college’u miał również praktyki w NASA.
Pierwszy profesjonalny kontrakt Hislop podpisał w 1992 roku z angielską drużyną Reading. Grał w tym klubie przez 3 sezony i z czasem stał się ulubieńcem fanów tego zespołu. Podczas wyborów najlepszej jedenastki w historii drużyny Reading Hislop został wybrany najlepszym bramkarzem i zebrał od fanów 46,7% głosów. Gdy zaczynał karierę, klub ten grał wówczas w Division Two (odpowiedniku 3.ligi), a gdy opuszczał klub, ten zajął 2.miejsce w Division One, przegrywając w 3-4 z Boltonem Wanderers w play-off o miejsce w Premier League. Latem 1995 Hislop odszedł więc z zespołu, a Newcastle United zapłacił za niego 1,575 miliona funtów.
Z początku Hislop grał w pierwszym składzie, ale z czasem w klubie było trzech równorzędnych bramkarzy i Shaka przegrał walkę o miejsce w składzie z Shayem Givenem i Pavlem Srníčkiem. Hislop chciał grać, więc w 1998 odszedł więc na zasadzie wolnego transferu do West Ham United.
W lutym 2000 roku Hislop złamał nogę w meczu z Bradford City. Kiedy wyleczył kontuzję, menedżer „Młotów” Harry Redknapp zrezygnował z posady i Hislop z czasem tracił miejsce w składzie. W końcu sezonu 2001/2002 rozwiązano z nim kontrakt.
Wtedy to Redknapp ściągnął Hislopa do Portsmouth F.C. Początkowo miał być rezerwowym dla Alana Knighta, jednak wywalczył miejsce w pierwszej jedenastce. Świetna gra Hislopa przyczyniła się między innymi do awansu drużyny do Premiership, gdzie jeszcze przez prawie 2 sezony Shaka był pierwszym bramkarzem drużyny. Jednak ponownie zwolniono Redknappa. Na jego miejsce zatrudniono Velimira Zajeca i Hislop stracił miejsce w składzie na rzecz Jamiego Ashdowna. W styczniu 2005 Zajec kupił Greka Konstandinosa Chalkiasa z Panathinaikosu Ateny i Hislop musiał zasiadać na trybunach.
Pomimo że w kwietniu nowym menedżerem został Alain Perrin Hislopowi nie udało się wywalczyć miejsca w składzie i gdy skończył mu się kontrakt w czerwcu, Hislop wrócił do West Ham United. W londyńskim klubie o miejsce w składzie rywalizował z Irlandczykiem z północy, kupionym z Manchesteru United, Royem Carrollem. W letnim oknie transferowym został sprzedany do MLS do FC Dallas. W 2007 roku zakończył karierę.
| Sezon   | Klub             | Kraj              | Rozgrywki           | Mecze | Bramki |
| ------- | ---------------- | ----------------- | ------------------- | ----- | ------ |
| 1992/93 | Reading          | Anglia            | Division Two        | 12    | 0      |
| 1993/94 | Reading          | Anglia            | Division Two        | 46    | 0      |
| 1994/95 | Reading          | Anglia            | Division One        | 46    | 0      |
| 1995/96 | Newcastle United | Anglia            | Premier League      | 24    | 0      |
| 1996/97 | Newcastle United | Anglia            | Premier League      | 16    | 0      |
| 1997/98 | Newcastle United | Anglia            | Premier League      | 13    | 0      |
| 1998/99 | West Ham United  | Anglia            | Premier League      | 37    | 0      |
| 1999/00 | West Ham United  | Anglia            | Premier League      | 22    | 0      |
| 2000/01 | West Ham United  | Anglia            | Premier League      | 34    | 0      |
| 2001/02 | West Ham United  | Anglia            | Premier League      | 12    | 0      |
| 2002/03 | Portsmouth F.C.  | Anglia            | Division One        | 46    | 0      |
| 2003/04 | Portsmouth F.C.  | Anglia            | Premier League      | 30    | 0      |
| 2004/05 | Portsmouth F.C.  | Anglia            | Premier League      | 17    | 0      |
| 2005/06 | West Ham United  | Anglia            | Premier League      | 16    | 0      |
| 2006/07 | FC Dallas        | Stany Zjednoczone | Major League Soccer | 10    | 0      |

## Kariera reprezentacyjna
W reprezentacji Trynidadu i Tobago Hislop debiutował 28 marca 1999 roku w wygranym 2:0 meczu z reprezentacją Jamajki. Hislop urodził się w Wielkiej Brytanii, ale rodzice pochodzą z Trynidadu i Tobago, toteż trafił do tamtejszej reprezentacji, pomimo tego, że reprezentował Anglię w kategorii Under-21. Selekcjoner Leo Beenhakker po awansie Trynidadu i Tobago na Mistrzostwa Świata w Piłce Nożnej 2006 powołał Hislopa do 23-osobowej kadry, w której miał być rezerwowym dla Kelvina Jacka. Jednak na rozgrzewce przed premierowym meczem z reprezentacją Szwecji tamten dostał kontuzji i Shaka wskoczył do bramki, zagrał wspaniale, a jego reprezentacja osiągnęła sukces remisując 0:0. Został uznany graczem meczu. Zagrał jeszcze w przegranym 0:2 meczu z Anglią, a w meczu z Paragwajem do bramki wrócił Kelvin Jack, ale po porażce 0:2 reprezentacja Trynidadu i Tobago wróciła do domu po fazie grupowej.